# Kozacha Lopan
Kozacha Lopan (en ucraniano: Козача Лопань; en ruso: Казачья Лопань, romanizado: Kazachia Lopan) es un pueblo ucraniano perteneciente al óblast de Járkov. Situado en el noreste del país, es parte del raión de Járkov y del municipio (hromada) de Derjachí.

## Toponimia
Entre los siglos XVII y XIX, el lugar se conoció con el nombre de Lopan.

## Geografía
Kozacha Lopan se encuentra a orillas del río Lopan, 30 km al norte de Derjachí, 47 km al norte de Járkov y a unos 5 km de la frontera con Rusia.  

## Historia
Kozacha Lopan fue mencionado por primera vez en 1660, fundado y habitado por cosacos. El pueblo fue centro del vólost de Lopan en el uyezd de Járkov de la gobernación de Járkov, Imperio ruso.
En 1938 se le asignó el estatus de asentamiento de tipo urbano.
El pueblo fue ocupado por tropas alemanas durante la Segunda Guerra Mundial. Los alemanes convirtieron el pueblo en una fortaleza fortificada en 1943, escenario de feroces combates con tropas soviéticas hasta que el Ejército Rojo recuperó el asentamiento el 10 de agosto de 1943.
Tras de la declaración de independencia de Ucrania, Kozacha Lopan fue equipado con un paso fronterizo y una oficina de aduanas.Hasta el 18 de julio de 2020, Kozacha Lopan pertenecía al raión de Derjachí. El raión fue abolido en julio de 2020 como parte de la reforma administrativa de Ucrania, que redujo el número de raiones del óblast de Járkov a siete. El área del raión se incluyó en el raión de Járkov.En 2023, Kozacha Lopan perdió el estatus de asentamiento de tipo urbano en la legislación ucraniana debido a la eliminación de este estatus administrativo.
En marzo de 2022, tras el inicio de la invasión rusa de Ucrania, el asentamiento fue ocupado por el ejército ruso y hubo bombardeos de zonas residenciales en Kozacha Lopan. En mayo, hubo informes no confirmados de que fuerzas ucranianas estaban en combate cerca del asentamiento pero el 11 de septiembre de 2022, tras la contraofensiva de Járkov, el ejército ruso abandonó Kozacha Lopan y los lugareños a izaron la bandera ucraniana de nuevo.Allí se han identificado víctimas de tortura y cámaras de tortura, así como una fosa común cerca de una granja avícola industrial que el ejército ruso utilizó como hangar para ocultar sus tanques.

## Demografía
La evolución de la población de Kozacha Lopan entre 1864 y 2022 fue la siguiente:
| 2539                                                          | 3848 | 7235 | 5878 | 5334 | 5142 | 4935 |
| (Fuente: Cities & Towns of Ukraine y UKRAINE: Größere Städte) |      |      |      |      |      |      |

## Infraestructura

### Transporte
El asentamiento tiene acceso por carretera a la autopista M20, que conecta Járkov con la frontera rusa y continúa cruzando la frontera hasta Bélgorod. La estación de tren de Kozacha Lopan se encuentra en la línea ferroviaria que conecta Járkov y Bélgorod, siendo la última estación del lado ucraniano y donde se realizan controles fronterizos y aduaneros.